# Кирова, Стела
Стела Кирова (род. Бургас) — болгарская футболистка, ныне тренер.

## Биография
Родилась в октябре в Бургасе. Помимо чемпионата Болгарии выступала в первенствах Греции и России. Первый легионер из дальнего зарубежья в истории российских чемпионатов в составе ФК «Калужанка».
По окончании карьеры игрока работает тренером. В 2016 году возглавила едва созданный ЖФК «Бургас», где также заняла должность президента клуба.
Выступала за сборную Болгарии. Считается одной из самых успешных футболисток в истории своей страны.